# Пограничные регионы

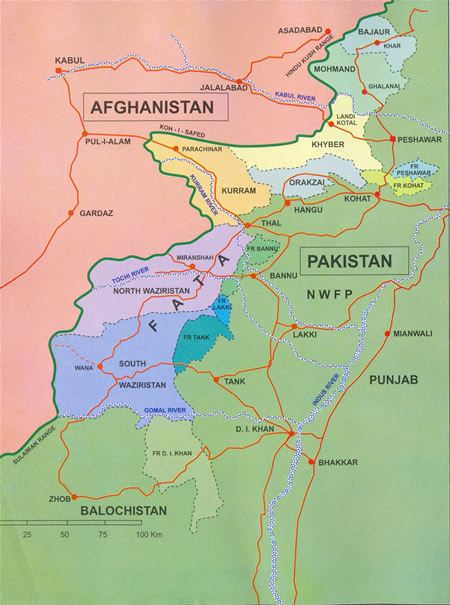
Пограничные регионы и Федерально управляемые племенные территории.

Пограничные регионы (англ. Frontier Regions) — группа небольших административных единиц в Федерально управлямой территории племен, расположенная непосредственно к востоку от семи агентств племён и к западу от округов провинции Хайбер-Пахтунхва. Каждый из пограничных регионов назван в честь прилегающего к ним округа провинции Хайбер-Пахтунхва и находятся в ведении офицера районной координации из этого округа. Общее управление пограничных регионов осуществляется через секретариат племенных территорий, расположенный в городе Пешаваре.
| Регион          | Офицер р.к.     | Площадь (км²) | Население | Плотность населения (на км²) |
| --------------- | --------------- | ------------- | --------- | ---------------------------- |
| Банну           | Джавид Марват   | 745           | 19,593    | 26                           |
| Дера-Исмаил-Хан | Саид Мохсен Шах | 2,008         | 38,990    | 19                           |
| Кохат           | Сирадж Ахмад    | 446           | 88,456    | 198                          |
| Лакки-Марват    | Анвар Хан Месуд | 132           | 6,987     | 53                           |
| Пешавар         | Сахибзада Анис  | 261           | 53,841    | 206                          |
| Танк            | Баркат Уллах    | 1,221         | 27,216    | 22                           |
| Всего           |                 | 4,813         | 235,083   | 49                           |